# Kathleen Byerly
Kathleen Byerly (1944 – San Diego, 3 de setembro de 2020) foi uma oficial da Marinha dos Estados Unidos, eleita pela revista Time como Pessoa do Ano em 1975 representando as Mulheres Americanas.
Morreu no dia 3 de setembro de 2020 em San Diego, aos 76 anos.